# Група јужнодалматинских оточких НОП одреда
Група јужнодалматинских оточких НОП одреда је био партизанска формација у саставу Народноослободилачке војске и партизанских одреда Југославије током Другог светског рата у Југославији.

## Историјат
Формирана је 2. маја 1944. од Хварског, Брачког, Ластовског, Мљетског, Корчуланског и Пељешачког НОП одреда, ради обједињавања њихових дејстава и снажнијег подстицаја даљем бржем развитку оружане борбе на острвима средње и јужне Далмације. Одреди су одиграли значајну улогу у време припрема и извођења десантних препада на Хвар (марта), Корчулу и Мљет (априла), Шолту (маја), Брач (почетком јуна), када су прикупљали податке о распореду, покретима и јачини непријатељевих снага и припремали искрцна места за десанте. До лета бројно стање им није прелазило 50—60 бораца, а већи број новодошлих бораца у том периоду отпремили су на острво Вис. У јулу и августу одреди су прихватали по чету или батаљон из 26. дивизије, и с њима изводили нападе на слабије непријатељске посаде и немачке колоне. У састав Групе одреда ушао је у јулу новоформирани Дубровачки НОП одред, а у августу новоформирани Конављански НОП одред. Одреди су учествовали у ослобађању острва и полуострва Пељешца, затим у борбама у рејону Стона, где се Група одреда, осим Конављанског одреда, прикупила и реорганизовала ради формирања бригаде. До краја октобра формирана су три ба- таљона (1. батаљон од Корчуланског одреда, 2. батаљон од Мљетког, Ластовског и Брачког, 3. батаљон од Пељешачког и Хварског одреда). Те јединице учествовале су у борбама на подручју Неум—Клек, а потом су у новембру ушле у састав новоформиране Бригаде народне одбране, око 200 бораца у морнаричке јединице, а један батаљон у 26. дивизију. За све време постојања одреди Групе одреда су на острвима изводили мање акције, нападали непријатељске патроле и колоне, вршили диверзије, контролисали полуослобођене делове отока, штитили народ, одржавали везу са Висом, отпремали збегове и прихватали и пребацивали на острво Вис новодошле борце. За потребе становништва и органа народне власти осигуравали су размену прехрамбене и друге робе са суседним отоцима и са острвом Висом.